# Medici PRO Očkování
Medici PRO očkování z.s. je nezisková organizace vedená studenty 2. lékařské fakulty a Fakulty sociálních věd Univerzity Karlovy, jejímž cílem je šíření povědomí o důležitosti očkování v široké veřejnosti.

## Historie
Projekt Medici PRO Očkování byl založen v červnu 2019 studenty 2. lékařské fakulty Univerzity Karlovy jako projekt pod záštitou Akademického senátu 2. LF UK. Od roku 2020 se na vedení projektu vedle studentů medicíny podílí také studenti Marketingové komunikace a PR Fakulty sociálních věd UK. Od června 2021 by se měl projekt stát oficiálně zapsaným spolkem fungujícím v neziskovém sektoru.

## Účel
Hlavním cílem spolku je šířit povědomí o důležitosti očkování v široké veřejnosti. Podnětem pro založení projektu byly obavy ze stále klesající proočkovanosti a ze vzrůstajících tendencí odmítaní očkování, tzv. Antivax tendence. Základní myšlenkou zakladatelů je, že studenti medicíny jsou vhodným spojovacím mostem mezi laickou veřejností a lékaři, kteří mnohdy nemají čas vysvětlit pacientům problematiku očkování ve srozumitelné a komplexní podobě.

## Aktivity
Hlavní aktivitou projektu v jeho začátcích byly interaktivní přednášky pro studenty středních škol. V průběhu koronavirové pandemie se většina aktivit přesunula do online prostoru, především na sociální sítě (Facebook, Instagram). Přednášková činnost se rozšířila i do oblasti veřejného sektoru, v rámci kterého spolek nabízí přednášky a školení různým organizacím a firmám.
- Víte, že… – série zajímavosti ze světa očkování
- Medici reagují – video série reagující na dotazy, mýty či dezinformace na sociálních sítích
- Pojmy – vysvětlení odborných pojmů z oblasti fungování imunitního systému, očkování, nemocí a původců onemocnění
- Aktuality a novinky
- Autorské články na webu
- Pravidelné grafiky o jednotlivých nemocech a očkování
- Příspěvky u příležitosti světových dnů a výročí

## Záštita a spolupráce
- MUDr. Milan Trojánek, PhD. – odborný garant projektu v oblasti medicíny, předseda akademického senátu 2. LF UK, učitel, lékař na Klinice infekčních nemocí Fakultní nemocnice Bulovka
- Doc. PhDr. Denisa Hejlová, PhD. – odborná garantka projektu v oblasti marketingu, komunikace a PR, vedoucí katedry Marketingové komunikace a public relations Fakulty sociálních věd UK, vědkyně, PR manažerka a konzultantka v oblasti komunikace
- Fakulta sociálních věd UK
- 2. lékařská fakulta UK[2]
- Univerzita Karlova
- Fakultní nemocnice v Motole
- OSPDL (Odborná společnost praktických dětských lékařů)

Spolek není finančně ani žádným jiným způsobem podporován farmaceutických průmyslem. Veškeré financování je transparentní a podléhá zásadám specifikovaným v etickém kodexu spolku.

## Mediální výstupy
- 168 hodin České televize
- Studio 6 České televize
- Český rozhlas Dvojka[3]
- Forum 24[4]
- UK Forum[5]
- Fakescape[6]
- Časopis Vesmír[7]
- Podcast Medici Boni
- Czech Sight[8]

## Ocenění
- Inovační maraton Nakopni Prahu – postup do finále[9]
- Ceny SDGs 2020 Asociace společenské odpovědnosti – semifinále TOP 30 z celkového počtu 266 přihlášených projektů
- Cena Miloslava Petruska za prezentaci Univerzity Karlovy za rok 2019[10]